# Stéphane Bullion
Stéphane Bullion (Lione, 8 aprile 1980) è un ballerino francese, Danseur Étoile del Balletto dell'Opéra di Parigi dal 2010 al 2022.

## Biografia
Stéphane Bullion ha cominciato a danzare nel 1991 all'età di 11 anni. Nel 1994, entra a far parte della scuola di danza dell'Opéra di Parigi. Balla Le Chevalier et la demoiselle di Serge Lifar e Western Symphony di George Balanchine allo spettacolo della Scuola di danza, prima di essere scritturato nel Corpo di Balletto nel 1997. Ha scaldato rapidamente i ranghi della compagnia, venendo promosso a coryphée nel 2001, sujet nel 2002 e premier danseur nel 2007. Infine, nel 2010 viene promosso al rango di étoile dopo una rappresentazione de La Bayadère (Nureev) in cui aveva danzato nel ruolo di Solor.
Particolarmente apprezzato per le sue doti da compagno, Bullion è scelto spesso per mettere in valore le ballerine invitate dalla compagnia. Cosi, danza Solor nel La Bayadère con Svetlana Zacharova del Teatro Bol'šoj nel 2012, Rothbart nel Lago dei cigni con Ul'jana Lopatkina del Balletto del Teatro Mariinskij nel 2011, Abderam nel Rajmonda con Marija Aleksandrova del Teatro Bol'šoj nel 2008.
Sui palchi internazionali, Stéphane Bullion ha ballato il ruolo di Ivan in Ivan le Terrible di Jurij Grigorovič quando è stato invitato dal coreografo, sul palco del Teatro Mariinskij di San Pietroburgo con il balletto del Kremlin. All'Opera di Ekaterinburg, ha ballato il ruolo di Conrad in Le Corsaire ricreato da Jean-Guillaume Bart. È stato invitato dal Teatro dell'Opera di Roma per ballare In the night di Jerome Robbins. Al Wiener Staatsoper, balla Siegfried nel Lago dei cigni di Rudol'f Nureev con Marianela Núñez con il Ballo dell'opera di Vienna. In Francia, balla Don José in Carmen di Roland Petit con il Ballo dell'Opéra national de Lyon e con Polina Semionova dell'American Ballet Theatre e del Staatsballett Berlin.
Nel corso dei suoi venticinque anni con il Balletto dell'Opéra di Parigi, Bullion ha danzato in molti dei grandi ruoli maschili del repertorio classico, neoclassico, romantico e moderno, tra cui Orfeo nell'Orfeo ed Euridice (Bausch), il Prescelto ne La sagra di primavera (Bausch), l'eponimo protagonista ne Lo schiaccianoci (Cherkaoui), Albrecht in Giselle (Coralli/Perrot), Jean ne La signorina Julie (Cullberg), il Moro in Petruška (Fokine), Ivan in Ivan il Terribile (Grigorovič), Lucien in Paquita (Lacotte), Lescaut ne L'Histoire de Manon (MacMillan), il Fauno ne Il pomeriggio di un fauno (nelle versioni di Nižinskij e Robbins), Armand ne La signora delle camelie (Neumeier), Don José in Carmen (Petit), il giovane ne Il giovene e la morte (Petit) e quasi tutti i maggiori ruoli maschili coreografati da Nureev, tra cui Tebaldo in Romeo e Giulietta, Siegfried ne Il lago dei cigni, Jean in Rajmonda, il Principe in Cenerentola ed Espada in Don Chisciotte. Inoltre ha danzato in ruoli principali in coreografie astratte di George Balanchine (Agon, Jewels, les Quatre tempéraments, Symphonie en ut) e Maurice Béjart (Bolero) e in balletti di Patrice Bart, Kader Belarbi, Carolyn Carlson, Nacho Duato, Mats Ek, Anne Teresa De Keersmaeker, Jiří Kylián, Nicolas Le Riche, Serge Lifar, Angelin Preljocaj e Christopher Wheeldon.
Dopo aver compiuto 42 anni, come da tradizione, Bullion ha dato il suo addio ufficiale alla compagnia il 4 giugno 2022, danzando nel pas de deux di Mats Ek Another Place. Tuttavia, già la stagione successiva è tornato a calcare le scene dell'Opéra di Parigi danzando nella prima francese del Mayerling di MacMillan nel ruolo di Rodolfo d'Asburgo-Lorena.

## Videografia (parziale)
- Hommage à Boris Kochno : Les Sept péchés capitaux da Laura Scozzi - La star della canzone (2001)
- MC14/22 "Ceci est mon corps" da Angelin Preljocaj (Opus Arte, 2004)
- Proust ou les intermittences du cœur da Roland Petit - Morel (Bel Air Classiques, 2007)
- La Dame aux camélias da John Neumeier - Armand Duval (Opus Arte, 2008)
- Hommage à Jerome Robbins da Jerome Robbins - "In The Night", secondo passo di due con Agnès Letestu (Bel Air Classiques, 2008)
- Siddharta da Angelin Preljocaj - Ananda (Arthaus, 2010)
- Caligula da Nicolas Le Riche - Caligula (Idéale Audience, 2011)
- La Troisième Symphonie de Gustav Mahler da John Neumeier - l'anima (2013)
- Soirée exceptionnelle Nicolas Le Riche all'Opéra di Paris - Abderam Rajmonda, Rudol'f Nureev (2014)
- L'Histoire de Manon da Kenneth MacMillan - Lescaut (2015)
- Anne Teresa De Keersmaeker à l'Opéra de Paris - Die Grosse Fuge et Verklärte Nacht (Idéale Audience, 2015)
- Iolanta/Casse-Noisette messa in scena da Dmitri Tcherniakov - Vaudémont/Il Principe in Lo schiaccianoci coreografia da Sidi Larbi Cherkaoui, Edouard Lock e Arthur Pita (Bel Air Media, 2016)